# 일보노
일보노(Ilbono, 사르데냐어로 이르보노)는 이탈리아의 사르데냐 주 누오로도에 위치한 코무네이다. 칼리아리에서 북동쪽으로 약 80 킬로미터 (50 mi) 떨어져 있으며, 토르톨리에서 남서쪽으로 약 9 킬로미터 (6 mi) 떨어져 있다. 경제는 중공업에 크게 의존하고 있다.
일보노는 다음 지방 자치체와 접해 있다: 아르차나, 바리사르도, 엘리니, 라누세이, 로체리, 토르톨리.